# Mia Couto
Mia Couto, mozambiški pisatelj in biolog, * 5. julij 1955, Beira, Mozambik (takrat portugalska kolonija).

### Zgodnja leta
António Emílio Leite Couto se je rodil 5. julija 1955 v Beiri, v drugem največjem mestu Mozambika, kjer je odrasel in se šolal, kot sin portugalskih priseljencev. Pri štirinajstih je objavil nekaj svojih pesmi v lokalnem časopisu, imenovanem Notícias da Beira, tri leta kasneje pa se je preselil v glavno mozambiško mesto Lourenço Marques (sedaj znano kot Maputo), kjer je študiral medicino na Univerzi Lourenço Marques. V tem času se je antikolonialistično gverilsko in politično gibanje FRELIMO trudilo zrušiti portugalsko kolonialno nadoblast v Mozambiku.

### Mozambik po osamosvojitvi
Po revoluciji nageljnov aprila 1974 v Lizboni in strmoglavljenju režima Estado Novo je Mozambik postal neodvisna republika. Še istega leta je FRELIMO prosil Couta, če bi za eno leto preložil študij in želel delati kot novinar Tribune in nato kot urednik na novo ustanovljene mozambiške informacijske agencije (Mozambique Information Agency - AIM). Ponudbo je sprejel in nato urejal še revijo Tempo do leta 1981. Njegova prva zbirka pesmi Raiz de Orvalho je izšla leta 1983 in vključuje tudi tekste, nastale proti  marksistični militantni propagandi. Do leta 1985 je še delal za časopis Notícias, nato pa odstopil, da bi dokončal študij biologije.

## Literarno delo
Mia Couto ni samo največji mozambiški avtor, ampak tudi znan izven meja svoje matične države, saj so njegova dela izšla v več kot 20 državah in so prevedena v številne jezike, kot so angleščina, francoščina, italijanščina, nemščina in katalonščina. Slogovno je na njegovo pisanje vplival magični realizem, stilna in popularna moderna latinsko-ameriška literatura, njegov način pisanja pa spominja na brazilskega pisatelja Guimarãesa Roso. Pri njegovem literarnem ustvarjanju pa so pečat pustili tudi mnogi Brazilci, npr. Jorge Amando, Graciliano Ramos, Manuel Bandeira, João Cabral Melo e Neto, od Portugalcev pa zlasti pesniki, predvsem Eugénio de Andrade in Sopia de Mello Breyner.Opažen je bil z ustvarjanjem pregovorov v svojih fiktičnih delih, vidne pa so tudi uganke in skrivnosti, legende, metafore, ki dajejo njegovi prozi poetično dimenzijo. Coutov prvi roman Terra Sonâmbula ali Mesečna dežela je mednarodna žirija Mednarodnega knjižnega sejma v Zimbabveju imenovala eno izmed najboljših dvanajst afriških knjig 20. stoletja. Leta 2007 je postal prvi afriški avtor, ki je prejel prestižno nagrado Latinska unija, ki se podeljuje vsako leto v Italiji že od leta 1990. Mia Couto je šele četrti portugalsko pišoči avtor, ki je prejel to nagrado, kljub visoki konkurenci iz Portugalske, Francije, Kolumbije, Španije, Italije in Senegala. Trenutno je zaposlen kot biolog Limpopo Transfrontier Parka in se posveča ekologiji, obenem pa nadaljuje pisateljsko delo.

Njegovo delo torej obsega zbirko pesmi, ki ji je sledilo precej zbirk kratkih zgodb in nekaj romanov. Zvrst par excellence je kratka zgodba, intimno vezana na ljudsko izročilo v Coutovi matični državi, ob tem pa sam pravi, da se njegove zgodbe ne bi mogle dogajati nikjer drugje kot zgolj in samo v Mozambiku, saj je ta dežela neke vrste izmenjavališče, kjer se mešajo in križajo različne kulture. Na njegovo literaturno usmeritev je izdatno vplival oče, tudi sam novinar, pesnik in pisatelj, ki še vedno pregleduje njegova dela. Sam priznava, da je v njih precejšen delež njegovega otroštva, kjer se je srečeval s to raznolikostjo, mešanico kultur, jezikov, običajev, dvojnostjo med »zahodnjaško kulturo« doma in afriško z ulice.

## Povezave
- MMC RTV Slovenija, Dopolnjena Beletrinina zbirka (kratka predstavitev knjige Zadnji plamenčev let)
- Arhiv Kible. Dogodek: Pogovor s pisateljem Mio Coutom, 23. 6. 2005

Prirejeno po angleški strani Wikipedije o Mii Coutu in spremni besedi 'Vsak človek je svoja rasa' Barbare Terseglav v knjigi Zadnji plamenčev let.
1. ↑  Enciclopédia Itaú Cultural — São Paulo: Itaú Cultural, 2001. — ISBN 978-85-7979-060-7
2. ↑  Record #121856658 // Gemeinsame Normdatei — 2012—2016.
3. ↑  Prêmio Camões de Literatura